# Els Garidells
Els Garidells é um município da Espanha, na comarca do Alt Camp, província de Tarragona, comunidade autónoma da Catalunha. Tem 3,02 km² de área e em 2021 tinha 198 habitantes (densidade: 65,6 hab./km²). Limita com os municípios de Vallmoll, La Secuita, Perafort e El Morell.